# Chiareggio
Chiareggio è una frazione del comune di Chiesa in Valmalenco, in Valtellina. L'abitato è posto all'imbocco della val Sissone, a circa 12 km dal capoluogo comunale.